# Muddy Waters Sings "Big Bill"
《Muddy Waters Sings "Big Bill"》은 첫 번째 스튜디오 음반이지만, 1960년 체스 레코드에서 발매된 미국의 블루스 음악가 머디 워터스의 두 번째 음반이다.

## 평가
| 전문가 평가 | 전문가 평가 |
| 평가 점수   | 평가 점수   |
| 출처        | 점수        |
| ----------- | ----------- |
| AllMusic    | [ 4 ]       |

올뮤직 비평가 커브 코다는 "시카고 서킷에서 그를 시작하게 한 사람에 대한 워터스의 헌정 음반은 이 곡이 빅 빌 브룬지처럼 들리지는 않지만, 머디의 일렉트릭 시카고 스타일로 그의 노래를 실제로 재연하는 것처럼 들리지는 않습니다. 워터스와 그의 밴드가 처음으로 스테레오로 녹음된 게 분명해요 제임스 코튼의 멋진 하프를 추가 보너스로 받았어요."

## 곡 목록
모든 곡들은 특별한 언급이 없는 한 빅 빌 브룬지에 의해 작사/작곡하였다.
| #   | 제목                          | 작사·작곡     | 재생 시간 |
| --- | ----------------------------- | ------------- | --------- |
| 1.  | 〈Tell Me Baby〉              |               | 2:15      |
| 2.  | 〈Southbound Train〉          |               | 2:51      |
| 3.  | 〈When I Get to Thinking〉    | 해리에트 멜카 | 3:05      |
| 4.  | 〈Just a Dream (On My Mind)〉 |               | 2:30      |
| 5.  | 〈Double Trouble〉            | 멜카          | 2:44      |
| 6.  | 〈I Feel So Good〉            |               | 2:53      |
| 7.  | 〈I Done Got Wise〉           | 머디 워터스   | 2:56      |
| 8.  | 〈Mopper's Blues〉            |               | 2:51      |
| 9.  | 〈Lonesome Road Blues〉       |               | 3:01      |
| 10. | 〈Hey, Hey〉                  |               | 2:41      |